# Charles Alulea Mengulwa
 (juillet 2021).
Charles Alulea M'mengulwa est un homme politique de la République Démocratique du Congo. Il fut ministre du Développement rural dans le gouvernement Muzito III de septembre 2011 à mars 2012).

## Biographie

### Carrière professionnelle
Il est directeur provincial à l'Office congolais de contrôle (OCC) dans le Kongo-Central, avant d'être remplacé en juin 2025,,. En date du 29 août 2022, Charles reçoit le trophée Kongo décerné par les Ne Kongo avec comme prix du meilleur directeur provincial.

### Carrière politique
En 2011, Charles est nommé ministre du Développement rural dans le gouvernement Muzito III, poste qu'il occupera jusqu'en mars 2012,,.